# رادوم (کالیفرنیا)
رادوم (به انگلیسی: Radum) یک منطقهٔ مسکونی در ایالات متحده آمریکا است که در شهرستان آلامدا، کالیفرنیا واقع شده‌است. رادوم ۱۱۰ متر بالاتر از سطح دریا واقع شده‌است.